# Ctenotus pulchellus
Ctenotus pulchellus är en ödleart som beskrevs av  Storr 1978. Ctenotus pulchellus ingår i släktet Ctenotus och familjen skinkar. Inga underarter finns listade i Catalogue of Life.